# Новомиргородська міська рада

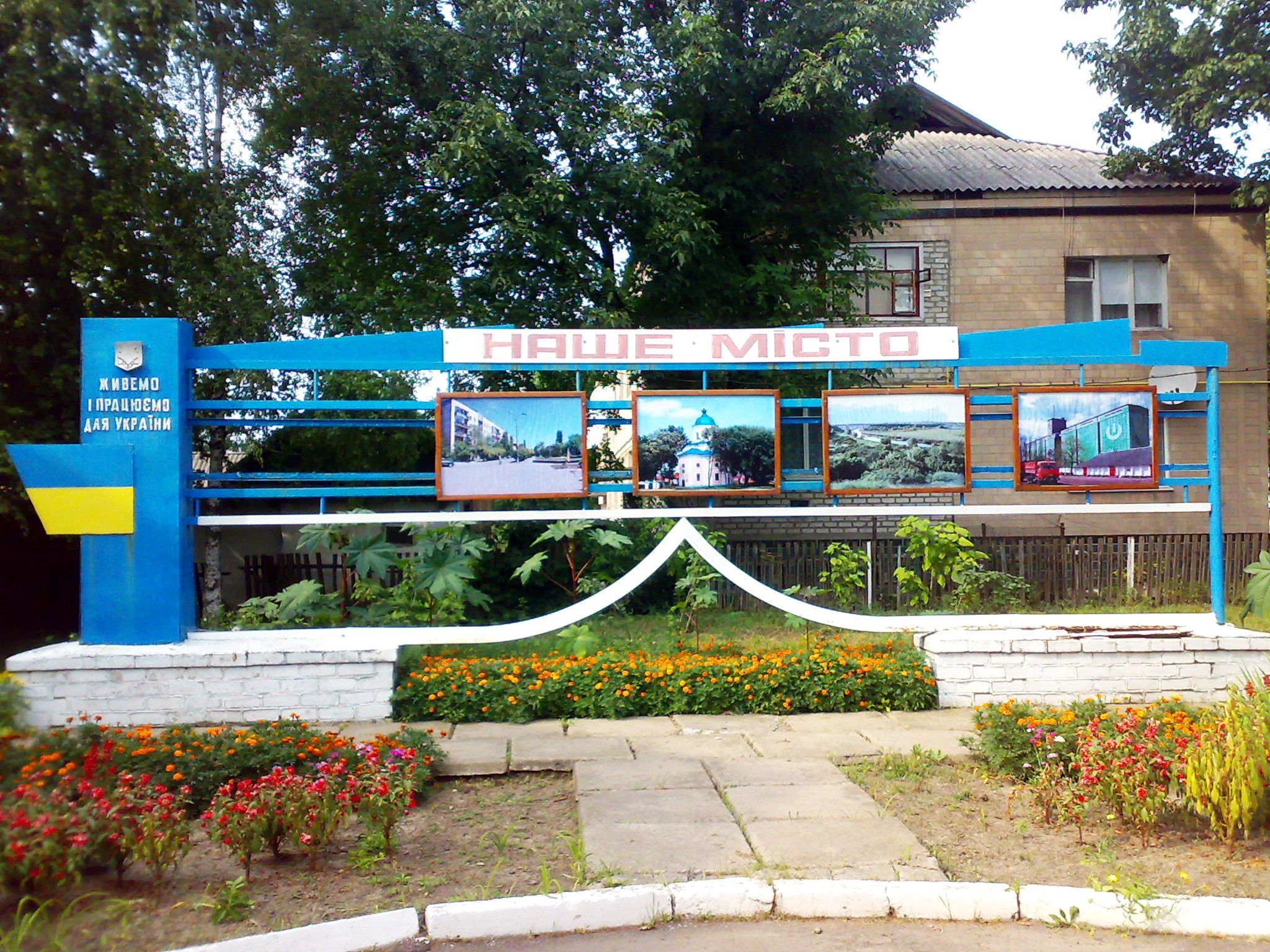
Стенд біля Новомиргородської міської ради

Новоми́ргородська міська́ ра́да — адміністративно-територіальна одиниця та орган місцевого самоврядування у Новомиргородському районі Кіровоградської області з адміністративним центром у м. Новомиргороді.

## Загальна інформація
- Територія ради: 88,58 км², з яких 7,75 км² — забудовані землі
- Населення ради: 13 569 осіб (станом на 2001 рік)

Переважна частина незабудованих земель лежать на півдні та південному заході від міста.

## Населені пункти
Міській раді підпорядковані населені пункти:
- м. Новомиргород
- с. Бирзулове
- с. Лікареве

## Склад ради
Рада складається з 26 депутатів та голови.
- Голова міської ради: Забажан Ігор Валерійович.

### Керівний склад попередніх скликань
| Прізвище, ім'я, по батькові | Основні відомості                                               | Дата обрання | Дата звільнення |
| --------------------------- | --------------------------------------------------------------- | ------------ | --------------- |
| Кучеренко Лука Тимофійович  | Міський голова                                                  |              |                 |
| Кулінка Микола Петрович     | Міський голова                                                  |              |                 |
| Ільїн Віктор Кузьмович      | Міський голова                                                  |              |                 |
| Новіков Михайло Єгорович    | Міський голова                                                  |              |                 |
| Стоянов Юрій Леонідович     | Міський голова                                                  |              | 26.03.2006      |
| Немировський Яків Борисович | Міський голова, 1947 року народження, освіта вища, безпартійний | 26.03.2006   | 31.10.2010      |
| Немировський Яків Борисович | Міський голова, 1947 року народження, освіта вища, безпартійний | 31.10.2010   | 25.10.2015      |
| Забажан Ігор Валерійович    | Міський голова, 1977 року народження, освіта вища, безпартійний | 25.10.2015   |                 |

Примітка: таблиця складена за даними сайту Верховної Ради України та ЦВК

### Депутати VII скликання
За результатами місцевих виборів 2015 року депутатами ради стали:

#### За суб'єктами висування
| Суб'єкт висування             | Кількість обраних депутатів | %      |
| ----------------------------- | --------------------------- | ------ |
| ВО «Батьківщина»              | 5                           | 19,3 % |
| «Наш край»                    | 4                           | 15,4 % |
| БПП «Солідарність»            | 4                           | 15,4 % |
| ВО «Свобода»                  | 3                           | 11,5 % |
| Радикальна партія Олега Ляшка | 3                           | 11,5 % |
| «Європейська партія»          | 3                           | 11,5 % |
| «Громадянська позиція»        | 2                           | 7,7 %  |
| «Опозиційний блок»            | 2                           | 7,7 %  |

#### За округами
| № округу                                                | Прізвище, ім'я, по батькові          | Дата нар.  | Освіта              | Партійна приналежність                                        | Відомості |
| ------------------------------------------------------- | ------------------------------------ | ---------- | ------------------- | ------------------------------------------------------------- | --- |
| політична партія Всеукраїнське об'єднання «Батьківщина» |                                      |            |                     |                                                               | |
| пк                                                      | Криворучко Віктор Дем'янович         | 20.10.1963 | вища                | член політичної партії Всеукраїнське об'єднання «Батьківщина» | тимчасово не працює                                                                                              |
| 11                                                      | Суддін Василь Іванович               | 18.09.1953 | загальна середня    | член політичної партії Всеукраїнське об'єднання «Батьківщина» | пенсіонер |
| 17                                                      | Кручак Олександра Дмитрівна          | 28.05.1983 | вища                | член політичної партії Всеукраїнське об'єднання «Батьківщина» | Новомиргородський районний центр дитячої та юнацької творчості, психолог                                         |
| 7                                                       | Колодяжна Альона Сергіївна           | 13.06.1987 | вища                | безпартійна                                                   | Новомиргородський дитячий заклад № 2 «Волошка», вихователь                                                       |
| 10                                                      | Дубініна Наталія Петрівна            | 23.02.1958 | загальна середня    | член політичної партії Всеукраїнське об'єднання «Батьківщина» | пенсіонер |
| ПАРТІЯ "БЛОК ПЕТРА ПОРОШЕНКА «СОЛІДАРНІСТЬ»             |                                      |            |                     |                                                               | |
| пк                                                      | Белінська Олена Олександрівна        | 09.07.1978 | вища                | безпартійна                                                   | Газета «Новомиргородські вісті», журналіст                                                                       |
| 26                                                      | Поповенко Володимир Володимирович    | 11.07.1963 | вища                | безпартійний                                                  | пенсіонер |
| 1                                                       | Гончаренко Євген Миколайович         | 31.10.1978 | вища                | безпартійний                                                  | Новомиргородський дитячий будинок-інтернат другого профілю, директор                                             |
| 25                                                      | Францішко Андрій Анатолійович        | 05.06.1977 | вища                | безпартійний                                                  | Новомиргородський РВ УМВС В Кіровоградській області, заступник начальника сектора дільничних інспекторів міліції |
| Політична партія «Наш край»                             |                                      |            |                     |                                                               | |
| пк                                                      | Литвиненко Віталіна Миколаївна       | 27.07.1968 | вища                | член Політичної партії «Наш край»                             | Новомиргородська міська рада, секретар міської ради                                                              |
| 24                                                      | Лила Інна Дмитрівна                  | 23.09.1971 | вища                | член Політичної партії «Наш край»                             | Дитячий навчальний заклад № 1 «Теремок», завідувач                                                               |
| 4                                                       | Немировський Анатолій Борисович      | 23.04.1953 | вища                | член Політичної партії «Наш край»                             | Товариство з обмеженою відповідальністю «Універсал», директор                                                    |
| 25                                                      | Лила Володимир Іванович              | 18.04.1969 | професійно-технічна | член Політичної партії «Наш край»                             | тимчасово не працює                                                                                              |
| політична партія Всеукраїнське об'єднання «Свобода»     |                                      |            |                     |                                                               | |
| пк                                                      | Хмельницький Микола Васильович       | 31.01.1971 | вища                | член політичної партії Всеукраїнське об'єднання «Свобода»     | Приватний підприємець                                                                                            |
| 1                                                       | Рудненко Роман Вікторович            | 03.07.1981 | загальна середня    | член політичної партії Всеукраїнське об'єднання «Свобода»     | ФГ «Нестор», водій                                                                                               |
| 2                                                       | Святокум Михайло Миколайович         | 13.11.1957 | загальна середня    | член політичної партії Всеукраїнське об'єднання «Свобода»     | пенсіонер |
| Політична партія «Європейська партія України»           |                                      |            |                     |                                                               | |
| пк                                                      | Лазарєв Олександр Валерійович        | 08.11.1981 | вища                | член Політичної партії «Європейська партія України»           | ТОВ ВКФ «Велта», головний еколог                                                                                 |
| 20                                                      | Погоріла Світлана Борисівна          | 18.11.1973 | загальна середня    | безпартійна                                                   | ТОВ ВКФ «Велта», завідувач центральним складом                                                                   |
| 25                                                      | Поляков Владислав Олексійович        | 22.11.1978 | вища                | член Політичної партії «Європейська партія України»           | Новомиргородська РДА, начальник відділу                                                                          |
| Радикальна партія Олега Ляшка                           |                                      |            |                     |                                                               | |
| пк                                                      | Щербаченко Валентин Валентинович     | 18.06.1975 | вища                | безпартійний                                                  | Маловисківська Райспоживспілка, голова                                                                           |
| 2                                                       | Врадій Наталія Володимирівна         | 13.12.1964 | вища                | безпартійна                                                   | Новомиргородський, вихователь                                                                                    |
| 21                                                      | Панченко Віктор Валентинович         | 16.09.1959 | вища                | безпартійний                                                  | ПП *Будсервіс-А*, директор                                                                                       |
| Політична партія «Громадянська позиція»                 |                                      |            |                     |                                                               | |
| пк                                                      | Сліпчук Олег Володимирович           | 30.12.1971 | вища                | член Політичної партії «Громадянська позиція»                 | пенсіонер |
| 21                                                      | Афанасьєв Олександр Вікторович       | 07.06.1967 | вища                | член Політичної партії «Громадянська позиція»                 | тимчасово не працює                                                                                              |
| Політична Партія «Опозиційний блок»                     |                                      |            |                     |                                                               | |
| пк                                                      | Можний Вадим Валерійович             | 01.01.1971 | вища                | безпартійний                                                  | ПАТ «Райагро-техсервіс», директор                                                                                |
| 18                                                      | Соколова-Зацарина Тетяна Анатоліївна | 06.07.1966 | загальна середня    | член Політичної Партії «Опозиційний блок»                     | пенсіонер |

### VI скликання

#### Виконавчий комітет VI скликання
Виконавчий комітет Новомиргородської міської ради 6-го скликання:
- Немировський Яків Борисович
- Литвиненко Віталіна Миколаївна
- Кондратенко Любов Борисівна
- Луць Василь Васильович
- Добровольський Володимир Григорович
- Немировський Анатолій Борисович
- Сліпчук Олег Володимирович
- Криворучко Оксана Володимирівна
- Матушек Андрій Романович
- Пісковий Володимир Володимирович
- Кузьмін Сергій Васильович
- Тихоміров Сергій Іванович
- Барвінок Олександр Григорович

#### Депутати VI скликання
За результатами місцевих виборів 2010 року депутатами ради стали:

##### За суб'єктами висування
| Суб'єкт висування                                       | Кількість обраних депутатів | %    |
| ------------------------------------------------------- | --------------------------- | ---- |
| Політична партія «Сильна Україна»                       | 11                          | 36,7 |
| Партія регіонів                                         | 6                           | 20   |
| Політична партія «Фронт Змін»                           | 6                           | 20   |
| Політична партія Всеукраїнське об'єднання «Батьківщина» | 5                           | 16,7 |
| Комуністична партія України                             | 2                           | 6,7  |

##### За округами
| № округу                                                | Прізвище, ім'я, по батькові    | Дата визнання обраним | Освіта             | Партійна приналежність                        | Відомості про обраного депутата                                      |
| ------------------------------------------------------- | ------------------------------ | --------------------- | ------------------ | --------------------------------------------- | -------------------------------------------------------------------- |
| Комуністична партія України                             |                                |                       |                    |                                               |                                                                      |
| б/м                                                     | Богдан Людмила Василівна       | 03.11.2010            | вища               | член Комуністичної партії України             | загальноосвітня школа № 1, завуч                                     |
| б/м                                                     | Степаненко Віктор Анатолійович | 03.11.2010            | вища               | член Комуністичної партії України             | районний будинок культури, завгосп                                   |
| Партія регіонів                                         |                                |                       |                    |                                               |                                                                      |
| б/м                                                     | Мороз Ольга Сергіївна          | 03.11.2010            | вища               | член Партії регіонів                          | гімназія, вчитель                                                    |
| б/м                                                     | Звіревич Людмила Володимирівна | 03.11.2010            | вища               | позапартійна                                  | споживче товариство «Златопільська», голова правління                |
| б/м                                                     | Литвиненко Віталіна Миколаївна | 03.11.2010            | вища               | член Партії регіонів                          | загальноосвітня школа № 2, вчитель                                   |
| б/м                                                     | Лавріненко Валерій Васильович  | 03.11.2010            | вища               | член Партії регіонів                          | приватний підприємець                                                |
| б/м                                                     | Грабова Таїсія Олександрівна   | 03.11.2010            | вища               | позапартійна                                  | районна державна адміністрація, завідувачка відділу                  |
| 1                                                       | Лопанчук Ольга Миколаївна      | 09.11.2010            | вища               | член Партії регіонів                          | загальноосвітня школа № 1, завуч                                     |
| Політична партія Всеукраїнське об'єднання «Батьківщина» |                                |                       |                    |                                               |                                                                      |
| б/м                                                     | В'яткіна Тетяна Миколаївна     | 03.11.2010            | вища               | член Всеукраїнського об'єднання «Батьківщина» | дошкільний заклад № 2 «Волошка», завідувачка                         |
| б/м                                                     | Суддін Василь Іванович         | 03.11.2010            | середня            | член Всеукраїнського об'єднання «Батьківщина» | пенсіонер                                                            |
| б/м                                                     | Бойко Людмила Степанівна       | 03.11.2010            | вища               | член Всеукраїнського об'єднання «Батьківщина» | фермерське господарство, голова                                      |
| 7                                                       | Ганул Микола Іванович          | 09.11.2010            | вища               | позапартійний                                 | Районна державна адміністрація, керівник апарату                     |
| 13                                                      | Ганул Микола Григорович        | 09.11.2010            | середня            | член Всеукраїнського об'єднання «Батьківщина» | пенсіонер                                                            |
| Політична партія «Сильна Україна»                       |                                |                       |                    |                                               |                                                                      |
| б/м                                                     | Кушнірчук Ярослав Вікторович   | 03.11.2010            | вища               | член Політичної партії «Сильна Україна»       | Новомиргородська міська рада, керівник гуртка «Історія нашого міста» |
| б/м                                                     | Тернова Наталія Іванівна       | 03.11.2010            | середня спеціальна | член Політичної партії «Сильна Україна»       | приватний підприємець                                                |
| 2                                                       | Мироненко Віктор Сергійович    | 09.11.2010            | вища               | позапартійний                                 | Міська рада, секретар виконкому                                      |
| 3                                                       | Шуляк Алла Василівна           | 09.11.2010            | вища               | член Політичної партії «Сильна Україна»       | Район електричних мереж, бухгалтер                                   |
| 4                                                       | Шупейко Олена Василівна        | 09.11.2010            | вища               | член Політичної партії «Сильна Україна»       | Міська рада, провідний спеціаліст                                    |
| 6                                                       | Дарієнко Олександр Іванович    | 09.11.2010            | вища               | позапартійний                                 | Районна організація спортивного товариства «Колос», голова           |
| 9                                                       | Шевченко Роман Олександрович   | 09.11.2010            | вища               | член Політичної партії «Сильна Україна»       | Новомиргородська міська рада, заступник міського голови              |
| 10                                                      | Ільїна Наталя Василівна        | 09.11.2010            | середня            | член Політичної партії «Сильна Україна»       | приватний підприємець                                                |
| 12                                                      | Шадлов Сергій Васильович       | 09.11.2010            | вища               | позапартійний                                 | приватний підприємець                                                |
| 14                                                      | Жеребенко Аліна Анатоліївна    | 09.11.2010            | середня            | член Політичної партії «Сильна Україна»       | Дитячий навчальнийЗаклад № 3"Сонечко", завгосп                       |
| 15                                                      | Лила Володимир Іванович        | 09.11.2010            | середня            | член Політичної партії «Сильна Україна»       | тимчасово не працює                                                  |
| Політична партія «Фронт Змін»                           |                                |                       |                    |                                               |                                                                      |
| б/м                                                     | Ткач Олександр Васильович      | 03.11.2010            | середня            | член Політичної партії «Фронт Змін»           | приватний підприємець                                                |
| б/м                                                     | Францішко Андрій Анатолійович  | 03.11.2010            | вища               | позапартійний                                 | Новомиргородський РВ УМВС, старший дільничний інспектор              |
| б/м                                                     | Кіторага Ольга Миколаївна      | 03.11.2010            | вища               | член Політичної партії «Фронт Змін»           | Новомиргородське відділення банку «Надра», менеджер                  |
| 5                                                       | Паньков Сергій Леонідович      | 09.11.2010            | вища               | позапартійний                                 | Новомиргородський РВУМВС, помічник начальникавідділу                 |
| 8                                                       | Вакуленко Володимир Петрович   | 09.11.2010            | вища               | член Політичної партії «Фронт Змін»           | пенсіонер                                                            |
| 11                                                      | Бестаченко Вадим Володимирович | 09.11.2010            | вища               | позапартійний                                 | Новомиргородський РВ УМВС, старший дільничий інспектор               |